# Jeremy Kelly
Jeremy Kelly (Louisville, 8 ottobre 1982) è un ex cestista statunitense, professionista nella NBDL.